# Команда 112
Команда 112 — росисйский проект предупреждения чрезвычайных ситуаций силами добровольцев. Официальное название — «Система коллективной обработки пространственных данных» (СКОПД).

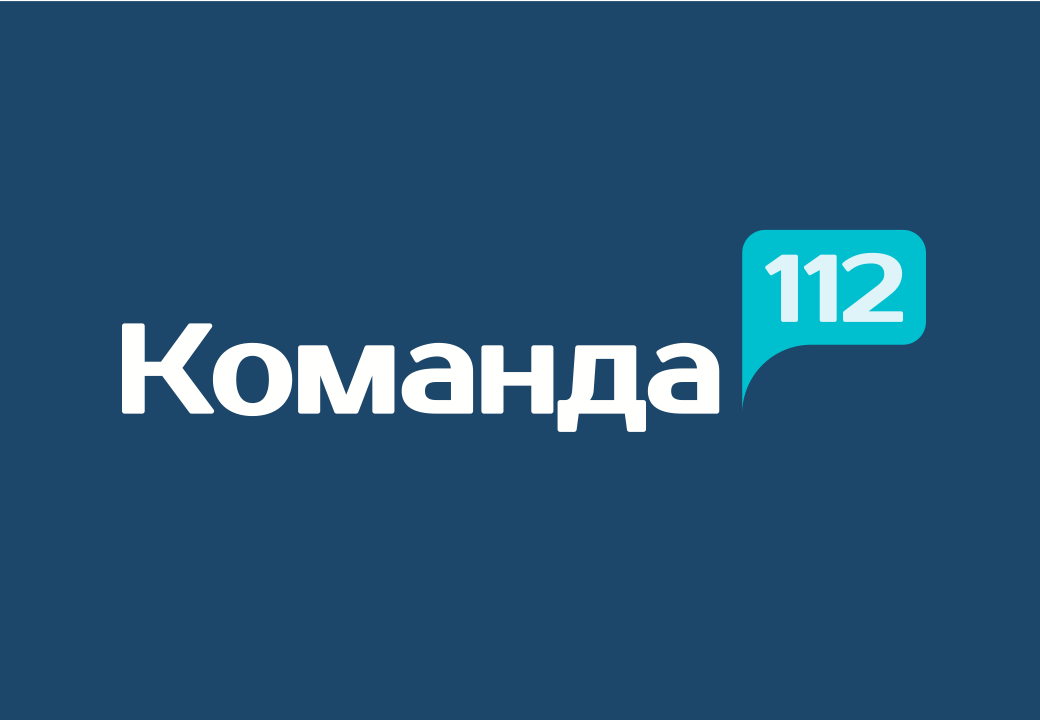
Федеральный проект предупреждения чрезвычайных ситуаций усилиями добровольцев

## Задача проекта
Разработать Систему, которая направлена на выявление признаков ситуаций, угрожающих жизни людей, природного и техногенного характера усилиями добровольцев. В будущем планируется сопряжение с Системой-112.
Ключевая роль в проекте принадлежит добровольцам, которые с помощью специальной веб-формы и мобильного приложения смогут сообщать о потенциальной опасности или проверять сообщения от очевидцев, которые уже поступили в Систему. Для сбора и анализа данных к проекту планируется привлечь как экспертов, так и граждан, не имеющих специальной подготовки.

## Структура проекта
Технически СКОПД будет представлять собой платформу из веб-портала и мобильных приложений. Система предназначена для всех граждан РФ без ограничений, пользователей интернета. Им будет предоставлена возможность отправлять заявки в текстовом, фото- и видеоформате на портал, чтобы сообщить о ситуациях, которые могут угрожать жизни людей. После прохождения социальной модерации и обработки сообщения заявки будут привязаны к карте, подкрепляться информацией из внешних источников и поступать в службу реагирования для устранения ситуации.
Финансирование проекта осуществляется Фондом перспективных исследований в интересах МЧС. Для разработки системы создана специальная лаборатория из 30 человек на базе ФГБУ ВНИИ ГОЧС. Состав лаборатории сформирован из представителей научного сообщества, группы разработчиков и маркетологов.
Проект планируется запустить в мае 2014 года на территории Москвы и Московской области, а в 2015 году он охватит всю страну.